# Дянково
Дянково (болг. Дянково) — село в Болгарии. Находится в Разградской области, входит в общину Разград. Население составляет 2 982 человека.

## Политическая ситуация
В местном кметстве Дянково, в состав которого входит Дянково, должность кмета (старосты) исполняет Вейсал  Фахрединов Османов (независимый) по результатам выборов.
Кмет (мэр) общины Разград — Денчо Стоянов Бояджиев (инициативный комитет) по результатам выборов.